# Миронов, Алексей Иванович
Алексе́й Ива́нович Миро́нов (3 января 1924, Слободка, Смоленская область, СССР — 16 ноября 1999, Москва, Россия) — советский и российский киноактёр; заслуженный артист РСФСР (1985). Участник Великой Отечественной войны.

## Биография
Родился 3 января 1924 года в деревне Слободка ныне Угранского района Смоленской области. С ранних лет жил в Москве. В 1940 году окончил 9 классов школы. В детстве активно участвовал в детской самодеятельности, играл в спектаклях, посещал театральную студию при Доме пионеров.

### Служба в армии
В ноябре 1941 года в 17 лет ушёл добровольцем в армию, приписав себе год. Служил в пехоте. В октябре 1942 года окончил полковую школу при 85мм- зенитном артиллерийском полку. Служил в этом полку командиром орудия.
Участник Великой Отечественной войны с марта 1943 года. Был вначале командиром орудия, а с июля 1944 года — командиром огневого взвода 1342-го зенитного артиллерийского полка 23-й зенитной артиллерийской дивизии. Воевал на Северо-Западном, Воронежском и 1-м Украинском фронтах. Участвовал в Курской битве, битве за Днепр, освобождении Правобережной и Западной Украины, штурме Берлина.
В феврале 1945 года окончил школу младших лейтенантов. После войны продолжал службу в артиллерии (в Центральной группе войск). Преподавал в школе сержантского состава. С января 1947 года младший лейтенант А. И. Миронов — в запасе.

### Театральная деятельность
В 1947 году поступил в Московское городское театральное училище (с 1950 года — ГИТИС). В 1951—1952 — актёр Калининградского областного драмтеатра, в 1952—1953 — актёр Мурманского областного драмтеатра. C 1953 года — актёр Центрального театра Советской армии, в котором проработал 35 лет.
Жил в Москве. Умер 16 ноября 1999 года на 76-м году жизни. Похоронен на Перепечинском кладбище в Подмосковье.

### Семья
Алексей Иванович Миронов был дважды женат, первый раз неудачно. Вторая супруга — Галина Анисимовна, музыкант, они прожили вместе 40 лет. Дети: сын — Владимир Алексеевич Миронов; дочь — Елена Алексеевна Миронова. Трое внуков.

## Награды
- орден Отечественной войны 1-й степени (8.06.1945)
- орден Отечественной войны 2-й степени (11.03.1985)
- медаль «За отвагу» (29.08.1943)
- другие медали

## Творчество

### Фильмография
1. 1948 — Молодая гвардия — немецкий часовой
2. 1954 — Школа мужества
3. 1958 — Атаман Кодр
4. 1959 — Золотой эшелон — телеграфист
5. 1959 — Солнце светит всем — солдат, водитель полуторки
6. 1960 — Простая история — Гуськов (Гусёк)
7. 1961 — В трудный час — эпизод
8. 1961 — Командировка — скептик, муж Вари — лентяй и демагог
9. 1962 — Половодье — Микола, колхозник, собутыльник Зиновия
10. 1962 — Течёт Волга
11. 1964 — Первый снег
12. 1964 — Валера — Николай, отец Валеры
13. 1965 — Клятва Гиппократа — Андрей Иванович, начальник метеостанции
14. 1965 — Приезжайте на Байкал — Борис Аристархович Штанишкин
15. 1966 — Маленький беглец — железнодорожник
16. 1966 — Пустыня — доктор Ляхов
17. 1967 — Три тополя на Плющихе — пассажир
18. 1968 — Прямая линия
19. 1968 — Годен к нестроевой — фельдшер
20. 1971 — Ехали в трамвае Ильф и Петров
21. 1971 — Минута молчания — «некурящий» шофер
22. 1973 — Ищу человека — посетитель бани
23. 1974 — Великое противостояние — Андрей Семёнович, отец Симы
24. 1975 — Надёжный человек — Алексей Иванович Гордеев, главный геолог
25. 1975 — Цена небрежности
26. 1975 — Потрясающий Берендеев — Павел Иванович
27. 1976 — Горожане — Фофанов Василий Васильевич, начальник колонны
28. 1976 — Стажер — врач
29. 1977 — Белый Бим Чёрное Ухо — муж Анисьи
30. 1977 — Ветер «Надежды» — боцман Петрович
31. 1977 — Семейные обстоятельства — дядя Ваня
32. 1978 — Иванцов, Петров, Сидоров — Ваня, брат Сидорова
33. 1978 — Шла собака по роялю — председатель колхоза «Краснополец» Владимир Николаевич
34. 1979 — Место встречи изменить нельзя — Александр Иванович Копытин, водитель милицейского «Фердинанда»
35. 1979 — Моя Анфиса — Владимир Иванович, инструктор по прыжкам с парашютом
36. 1979 — Риск — благородное дело — настройщик
37. 1980 — Ты должен жить — фронтовой шофер
38. 1980 — У матросов нет вопросов — Михалыч, бригадир поезда
39. 1980 — Юность Петра — Тихон Стрешнев
40. 1980 — В начале славных дел — Тихон Никитьевич Стрешнев
41. 1980 — Однажды двадцать лет спустя — дедушка Антон
42. 1981 — Деревенская история — Илья Глухов, паромщик, баянист
43. 1981 — Чёрный треугольник — Филимон Парфентьевич Артюхин, милиционер
44. 1981 — Трижды о любви — Фёдор Лобанов, отец Василия
45. 1982 — Сто первый — дед Йосып
46. 1982 — Мужской почерк — попутчик
47. 1982 — Россия молодая — Семисадов
48. 1983 — Вечный зов — Аникей Елизаров
49. 1984 — Преферанс по пятницам — Павел Максимович
50. 1984 — Меньший среди братьев — Василий Прокофьевич Таратин, однополчанин
51. 1984 — Призываюсь весной — отец Гамазиной
52. 1985 — Внимание! Всем постам… — продавец рыбок
53. 1985 — Грядущему веку — Сорокин Спиридон Федотович
54. 1985 — Не ходите, девки, замуж — дед-пчеловод, лечивший Малькова
55. 1985 — Чичерин — Иван Егорович Воронов, крестьянин из усадьбы Чичериных, фронтовик
56. 1986 —  Летное происшествие — Иван Ильич, бортмеханик, списанный на землю
57. 1986 — Конец операции «Резидент» — Никита Степанович Гапенко, агент иностранной разведки
58. 1986 — Повод — Федя-Вася, бывший участковый Фёдор Васильевич Пуговкин
59. 1986 — При открытых дверях — Захар Захарович, заводской сотрудник
60. 1987 — Пять писем прощания — эпизод
61. 1987 — Везучий человек — Парфёнов, шофер
62. 1988 — Вам что, наша власть не нравится?! — Матвей Спиридонович Судаков, плотник, брат Урожайкиной
63. 1988 — Генеральная репетиция — Гусь, фельдшер
64. 1988 — Собачье сердце — швейцар Фёдор
65. 1989 — Светик — старик в книжном магазине
66. 1990 — Исход
67. 1990 — Адвокат — эпизод
68. 1991 — 1000 долларов в одну сторону
69. 1991 — Хмель — становой пристав
70. 1991 — Маэстро с ниточкой — Иван Макаров
71. 1992 —  Пустельга
72. 1993 — Скандал в нашем Клошгороде — дед Михей
73. 1995 — Мелкий бес — Хрипач, директор гимназии
74. 1998 — На ножах (сериал) — Сид
75. 1999 — Танцы под ущербной луной (сериал) — Семен
76. 2000 — Свадьба — участковый